# Верхньоприп'ятська осушувально-зволожувальна система
Верхньоприп'ятська осушувально-зволожувальна система — гідромеліоративна система, споруджена в заплаві річки Прип'ять.

## Історія
Верхньоприп'ятська осушувально-зволожувальна система споруджувалася у 1974–1987 рр. Русло річки Прип'ять від її початку до смт Ратне було прочищене на відстані 68 км. До нього прилягали магістральні канали загальною довжиною 77 км. Для забезпечення зрошення у маловодні періоди на Західному Бузі, поблизу села Забужжя Любомльського району була споруджена насосна станція, яка здатна щосекунди перекачувати з Бугу три кубометри води. Це єдина в Україні насосна станція, яка може перекачувати воду з басейну одного моря в басейн іншого. Бетонованим жолобом завдовжки 5 770 метрів і ще майже двома кілометрами ґрунтового рукотворного русла вона надходить у притоку Дніпра — річку Прип'ять. Далі, завдяки системі гідроспоруд, у бічні канали. 
При будівництві цієї системи тільки з русла Прип'яті було вийнято 2 млн м³ ґрунту. Для полегшення робіт в умовах майже непрохідної місцевості широко застосовувалась вибухівка. Для прокладання 80 м каналу одночасно її підривалось 6 т.
Проведення осушувальних меліорацій і побудова зволожувально-осушувальної системи зумовило докорінну трансформацію
не лише рослинного вкриття верхів'я долини Прип'яті, але й цілковиту зміну екологічних параметрів цієї макроекосистеми. 
Після побудови каналів і пониження рівня води долина Прип'яті у 1982 році була розорана і стала використовуватися для ви-
рощування сільськогосподарських культур, зокрема просапних (картоплі, буряка), зернових (жита, пшениці, ячменю, вівса тощо) і технічних. Частину площ було зайнято сіяними луками, домінантами яких стали тимофіївка лучна, пажитниця багаторічна, райграс. На перших порах сільськогосподарське використання осушених земель було досить ефективним і навіть часто перевищувало проектну врожайність.
Станом на 2012 рік Верхньоприп'ятьська осушувально-зволожувальна система майже не працює. Більшість із 25 100 гектарів осушеної землі облогує.

## Характеристики
Загальна площа Верхньоприп'ятської осушувально-зволожувальної системи становить 25,1 тис. га. Осушення земель передбачено мережею відкритих каналів в комплексі з кротовим дренажем 7,3 тис. га та гончарним дренажем 8,15 тис. га. Зволоження здійснюється шляхом інфільтрації з відкритих каналів та дощуванням. Загальна корисна віддача 22 млн м куб. (стік річок Прип'ять та Західний Буг).